# Максаков Бор
Максаков Бор — деревня в юго-восточной части Порховского района Псковской области. Входит в состав сельского поселения «Логовинская волость».
Расположена в 17 км к юго-востоку от города Порхов.

## Население
Численность населения по состоянию на 2000 год составляла 128 жителей.

## История
В конце 1804 года в Максаков Бор переселились Ганнибалы, в том числе Исаак Абрамович.